# Court-Saint-Étienne
Court-Saint-Étienne (valonă Coû-Sint-Stiene) este o comună francofonă din regiunea Valonia din Belgia. Suprafața totală a comunei este de 26,64 km². La 1 ianuarie 2008 comuna avea o populație totală de 9.607 locuitori. 

## Localități înfrățite
- Franța: Vaujours;
- Italia: Fregona;

1. ↑  GeoNames, accesat în 17 noiembrie 2022